# Salaspils
Salaspils (nota con il nome tedesco di Kirchholm fino al 1917) è un comune della Lettonia appartenente alla regione storica della Livonia di 22 810 abitanti (dati 2009).
È situato circa 18 chilometri a sud di Riga, lungo la sponda occidentale del fiume Daugava.
La città di Salaspils è uno dei più antichi insediamenti della Lettonia. Alcuni scavi archeologici portati avanti nel periodo 1964 - 1975, hanno portato alla luce antichi cimiteri e una fortezza che testimoniano la presenza di un'alta densità di abitanti in tempi remoti. Durante questa campagna di scavi, la più ampia di tutta la storia dell'archeologia lettone, fu trovato lungo la riva destra del Dauagava il più antico insediamento lettone battezzato Salaspils Laukskola, antico di circa 11 000 anni e abitato da tribù di cacciatori livoni e balti.